# 이스 I & II
《이스 I & II》(Ys I & II)는 니혼 팔콤이 PC-8801로 제작했던 액션 롤플레잉 게임 《이스 I》 및 《이스 II》을 하나로 묶은 합본 리메이크 게임이다. 1989년 알파 시스템이 개발하고 허드슨 소프트가 배급한 PC 엔진 CD용 리메이크가 최초로 등장한 판본이다. 이 작품은 이후 1990년 북미 지역에서 PC 엔진 듀오 출시 당시 《이스 북 I & II》(Ys Book I & II)라는 제목의 동시발매 타이틀로 넣어 판촉수단으로 활동됐다.
PC 엔진 CD판 이후 1997년 마이크로소프트 윈도우로 출시된 《이스 이터널》(Ys Eternal)을 시작으로 니혼 팔콤이 직접 제작한 리메이크를 선보이기 시작했다. 이에 기반한 리메이크가 플레이스테이션 2, 닌텐도 DS 등으로도 제작됐고, 이후 이식과정에서 추가된 내용을 전부 담은 《이스 I & II 크로니클즈+》(Ys I & II Chronicles+)가 2013년 스팀 및 GOG.com로 출시됐다.

## 개괄
《이스 I & II》는 니혼 팔콤이 제작한 액션 롤플레잉 게임 《이스 I: 에인션트 이스 배니시드》와 《이스 II: 에인션트 이스 배니시드 - 더 파이널 챕터》를 하나로 묶은 리메이크 작품이다. 1989년 알파 시스템이 개발한 PC 엔진 CD판은 CD-ROM로 제작된 초기의 게임들 중 하나으로, 디스크의 500MB 용량을 활용해 움직이는 그래픽 장면, 레드북 CD 사운드트랙과 음성 더빙을 추가했다.
포함된 두 게임 모두 적발의 검사 아돌 크리스틴의 모험기를 다룬다. 《이스 I》는 먼 옛날 존재했던 이스 왕국의 신관들이 남긴 여섯 권의 책을 수집하는 내용이다. 《이스 II》는 그 직후 공중에 부양한 현재 이스 왕국의 섬에 도착해 그에 얽힌 악의 음모를 저지하고 저주받은 섬 에스테리아를 구한다.

## 리메이크
니혼 팔콤이 직접 제작한 리메이크 《이스 이터널》와 《이스 II 이터널》이 마이크로소프트 윈도우로 각각 1997년, 1999년에 발매됐다. 향상된 그래픽과 추가됐다. 2001년 6월 28일에는 FMV 오프닝이 추가된 《이스 I & II 컴플리트》가 출시됐다.

## 평가
| 평론 점수     | 평론 점수 | 평론 점수        | 평론 점수 | 평론 점수 | 평론 점수       | 평론 점수 |
| 평론사        | 점수      | 점수             | 점수      | 점수      | 점수            | 점수      |
| 평론사        | DS        | iOS              | PC        | PSP       | PC 엔진         | Wii       |
| ------------- | --------- | ---------------- | --------- | --------- | --------------- | --------- |
| CGW           | N/A       | N/A              | N/A       | N/A       | Positive        | N/A       |
| 드래곤        | N/A       | N/A              | N/A       | N/A       | [ 6 ]           | N/A       |
| EGM           | N/A       | N/A              | N/A       | N/A       | 35 / 40         | N/A       |
| 패미츠        | N/A       | N/A              | N/A       | N/A       | 35 / 40 10 / 10 | N/A       |
| 게임프로      | N/A       | N/A              | N/A       | N/A       | 24 / 25         | N/A       |
| IGN           | N/A       | N/A              | N/A       | N/A       | N/A             | 8.5 / 10  |
| 닌텐도 라이프 | N/A       | N/A              | N/A       | N/A       | N/A             | [ 13 ]    |
| RPGFan        | N/A       | N/A              | 100%      | N/A       | 92%             | N/A       |
| TurboPlay     | N/A       | N/A              | N/A       | N/A       | [ 16 ]          | N/A       |
| TouchArcade   | N/A       | (Ys I) · (Ys II) | N/A       | N/A       | N/A             | N/A       |
| 통합 점수     |           |                  |           |           |                 |           |
| 게임랭킹스    | 71%       | (Ys I) 78%       | N/A       | 67%       | 86%             | N/A       |
| 메타크리틱    | 67/100    | N/A              | N/A       | 63/100    | N/A             | N/A       |

| 수상                                                                      | 수상                                                    |
| 평론사                                                                    | 수상                                                    |
| ------------------------------------------------------------------------- | ------------------------------------------------------- |
| OMNI Magazine                                                             | Game of the Year                                        |
| Electronic Gaming Monthly                                                 | Best RPG Video Game, Best BGM and Sound in a Video Game |
| Atlus, Gamasutra, GamesTM, GameZone, Hardcore Gaming 101, RPGamer, RPGFan | Best Game Music of All Time                             |
| Electronic Gaming Monthly, 1UP, GameSpot                                  | Best Games of All Time                                  |